# علی‌آقا جاویدان
علی‌آقاجاویدان (۱۳۱۱ –۱۳۷۴) باستانی‌کار و پهلوان کرمانشاهی در دوران سلسله پهلوی بود

## زندگی
وی از دوران کودکی و به تشویق پدر که یکی از بازاریان سرشناس کرمانشاه بود، به ورزش زورخانه‌ای روی آورد و در کنار تحصیل و ورزش، در مغازه پدر مشغول به کار و فعالیت شد. آوازهٔ کشتی و قدرت او خیلی زود در کرمانشاه و سایر شهرهای ایران پیچید. علی‌آقا هم دوره جهان پهلوان تختی بود و نقل است که برخی اوقات تختی، علی‌آقا را به محل تمرینات خود دعوت می‌کرد. او در تیم کشتی کرمانشاه موفقیتهای زیادی کسب نمود و در سایر شهرهای ایران، پهلوانان زیادی را مغلوب کرد. کشتی‌های علی آقا در همه جا تماشاچیان زیادی داشت و برخی اوقات طرفدارانش برای تماشای زورآزمایی این پهلوان از کرمانشاه و سایر شهرهای دیگر، به محل انجام مسابقات وی می‌رفتند. وی همزمان در کشتی پهلوانی و کشتی آزاد مقام‌دار بود و چون پهلوان گلزار کرمانشاهی، باعث مطرح شدن نام کرمانشاه در عرصه پهلوانی در ایران شد.

## مرگ
وی در واپسین سالهای زندگی اش به شغل فرش فروشی مشغول بود تا اینکه در اردیبهشت سال ۱۳۷۴ در گذشت. 
بر سنگ قبر وی نوشته شده‌است:
| اینکه خفته‌است در این خاک یل دوران است |  | فخر کرمانشاه و محبوب همه ایران است   |
| پوریای ثانی دوره خود دانی کیست        |  | علی آقاست که در شهره خود جاویدان است |